# Saint Rouin
Saint Roding ou Rouin (du germanique Chrodingus ou Chraudingus) est sans doute un noble austrasien du VIIe siècle qui est évoqué pour la première fois dans la Gesta episcoporum Virdunensium dans la seconde moitié du IXe siècle. Il fut abbé de Tholey et porta les reliques de Saint Maurice à l'abbaye de Valosges qui deviendra plus tard l'abbaye de Beaulieu-en-Argonne. Il y fondera une abbaye sur une colline à 273 m d’altitude.

## Patronyme
Son patronyme n’est pas réellement Saint Rouin qui est le nom le plus célèbre mais plutôt Rodingue ou Chraudingue (il est possible de mettre le suffixe us).

## Biographie
Le bienheureux Richard de Saint-Vanne a écrit sa vie au cours du XIe siècle, il en fit un moine irlandais qui se serait rendu à Tholey afin d’y devenir abbé avant de partir vers 648 en Argonne avec deux acolytes. Saint-Paul, évêque de Verdun a accepté à ce que Saint Rouin devienne ermite malgré le fait que cela se rapporte à son diocèse. Austresius, riche propriétaire possédant la forêt de Vasloge et habitant d’Autrécourt, l’ordonna de quitter les lieux mais il refusa. Envoyant des hommes de main qui battirent de coups de fouet les hommes de Dieu et les renvoya. Postérieurement, Austresius eut des sanctions ainsi que sa famille : ses enfants et sa femme moururent. Quant à Saint Rouin, il décida alors de partir en direction de Rome, seulement l’Esprit saint lui préconisa de retourner en Argonne. Arrivant à Resson, il fut pris d’une terrible soif et il dut faire jaillir une source en plantant son bâton dans la terre. Il voulut acquérir le domaine pour y bâtir une église, étant pauvre, il trouva comme moyen de payer de l’or trouvé dans la fontaine. Plus tard, une veuve fut guérie à Hargeville-sur-Chée et lui donna son héritage. Austresius entendit parler de ces bienfaits et redonna le lieu où il était, il lui permit de soigner Bona, sa sœur qui en échange lui concéda son domaine de Bonne. Un monastère avec 21 autels fut construit en honneur au Sauveur, saint Maurice et ses compagnons. Ramenant tous types de gens, Rouin se rendra de nouveau à Rome pour obtenir l’acte d’approbation de sa fondation et en allant à Saint-Maurice d'Agaune, il put recevoir un os de saint Maurice et quitta la villa aussitôt pour ne pas avoir de redevances de moines, cela permit de plus grandes donations à sa fondation (770 manses). Le roi Childéric le protégea et fit exemption de toute servitude et un don d’Evres à la demande des puissants du palais. Ensuite, il s’isola avec un compagnon dans un lieu obscur dans la forêt au pied de trois collines mais continuait néanmoins à participer à des messes. Rouin vieillissant et se sentant de moins en moins bien, alerta le moine Étienne de sa mort, des moines affluèrent et Rouin refusa de se faire emmener au monastère et implora le viatique. À genoux et recevant le sacrement de l'Eucharistie, il leva les mains vers le ciel sous un répons. Malheureusement, il mourut devant les moines dans cette journée du 17 septembre.

## Galerie d'images

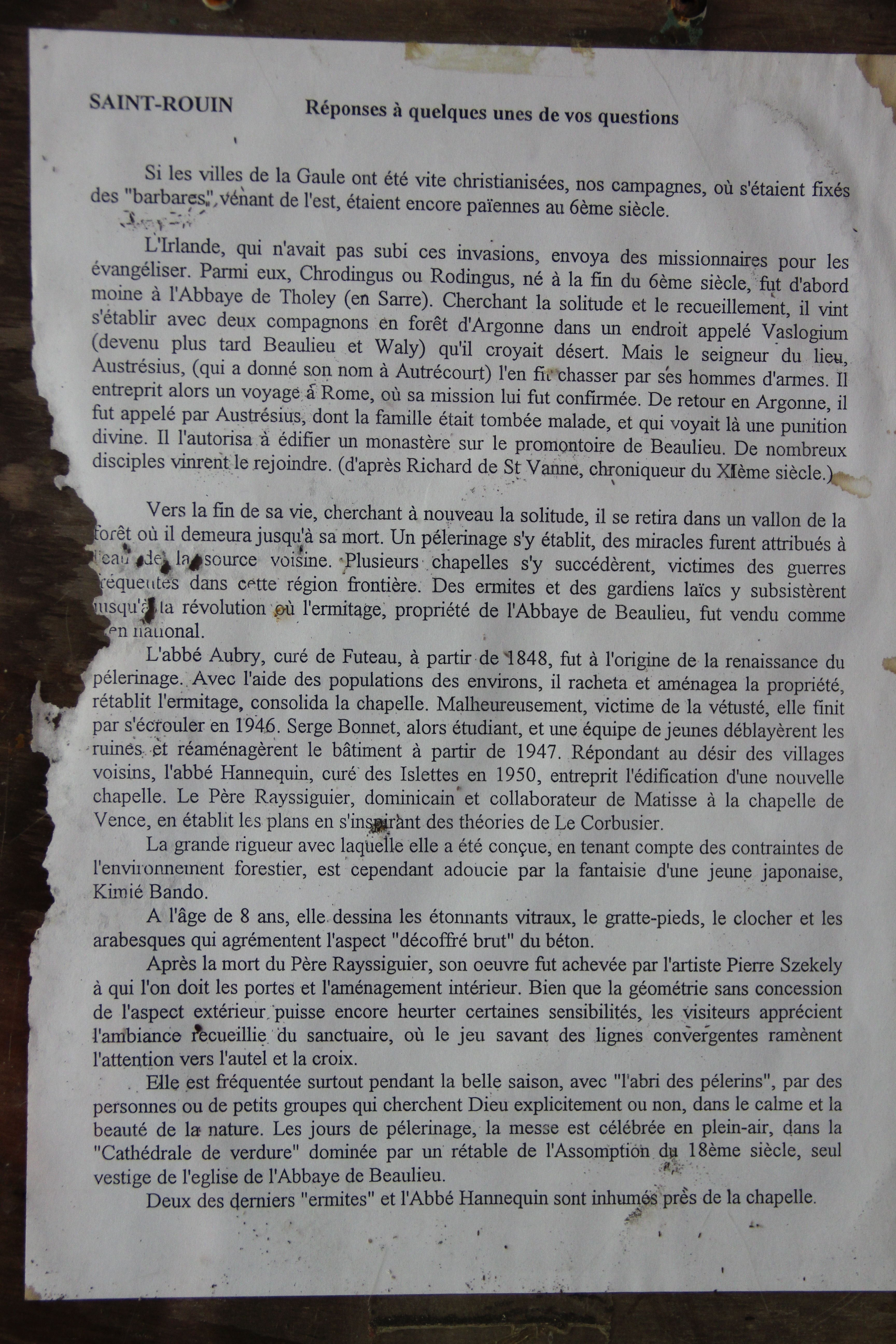
Historique de l'Ermitage affiché à l'entrée de la chapelle.
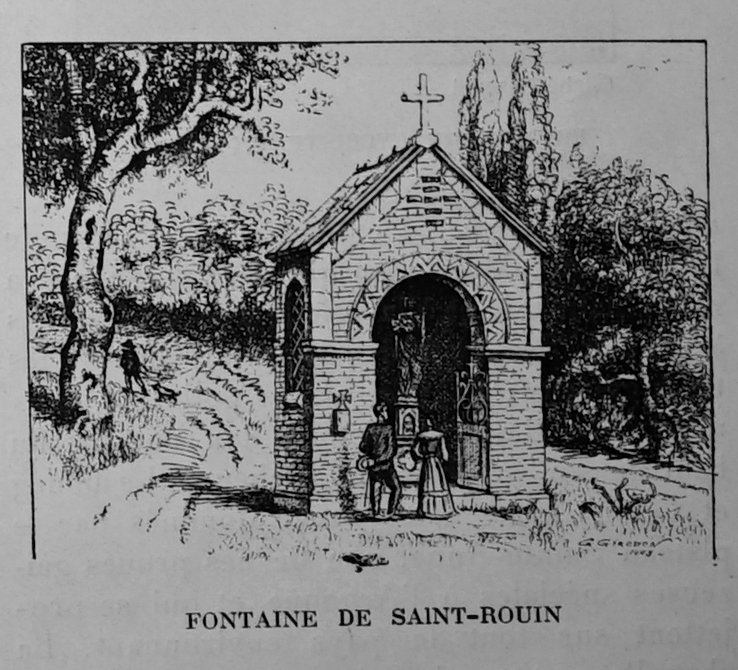
Fontaine Saint-Rouin en 1906.
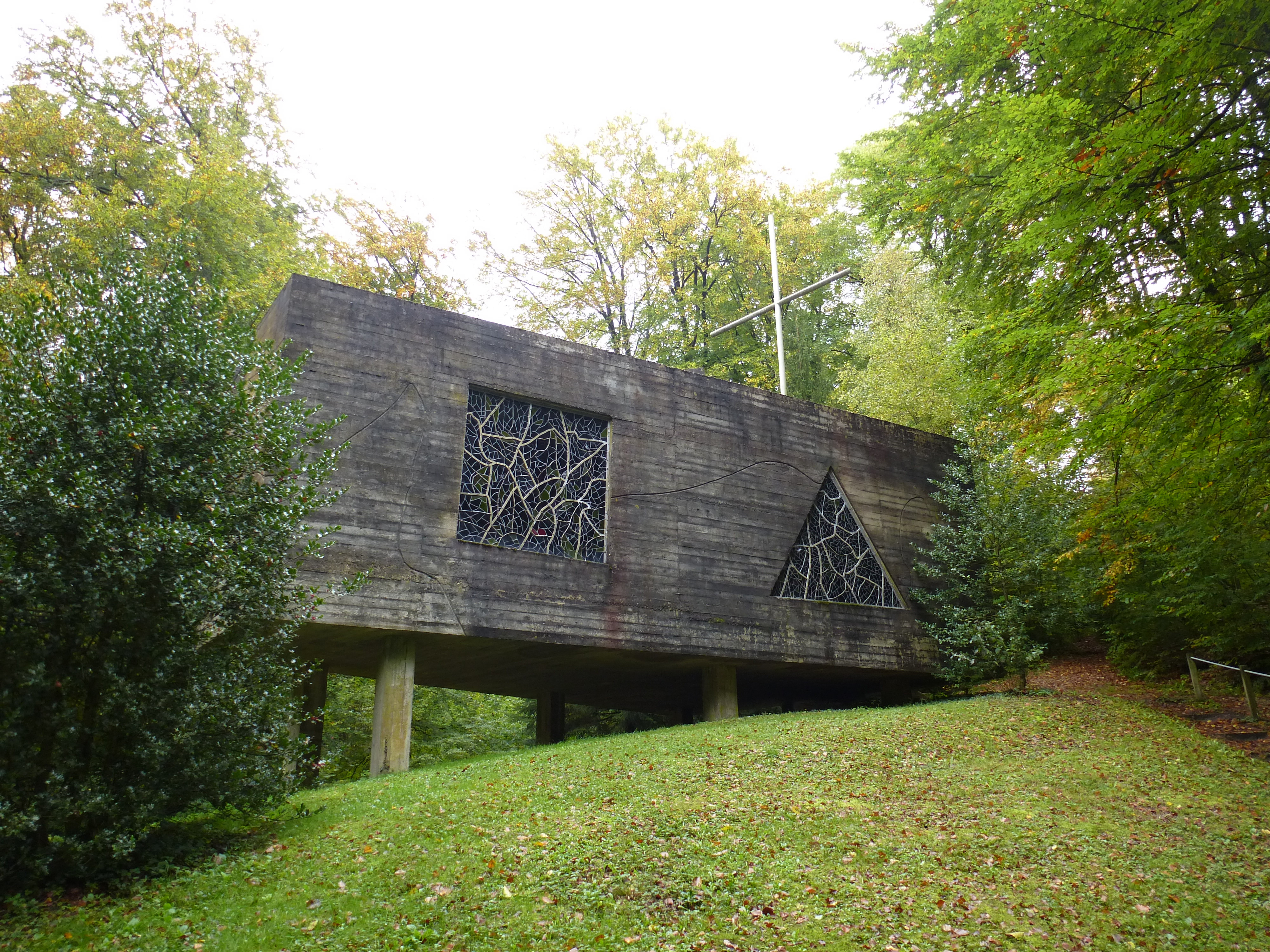
Chapelle de Saint-Rouin.
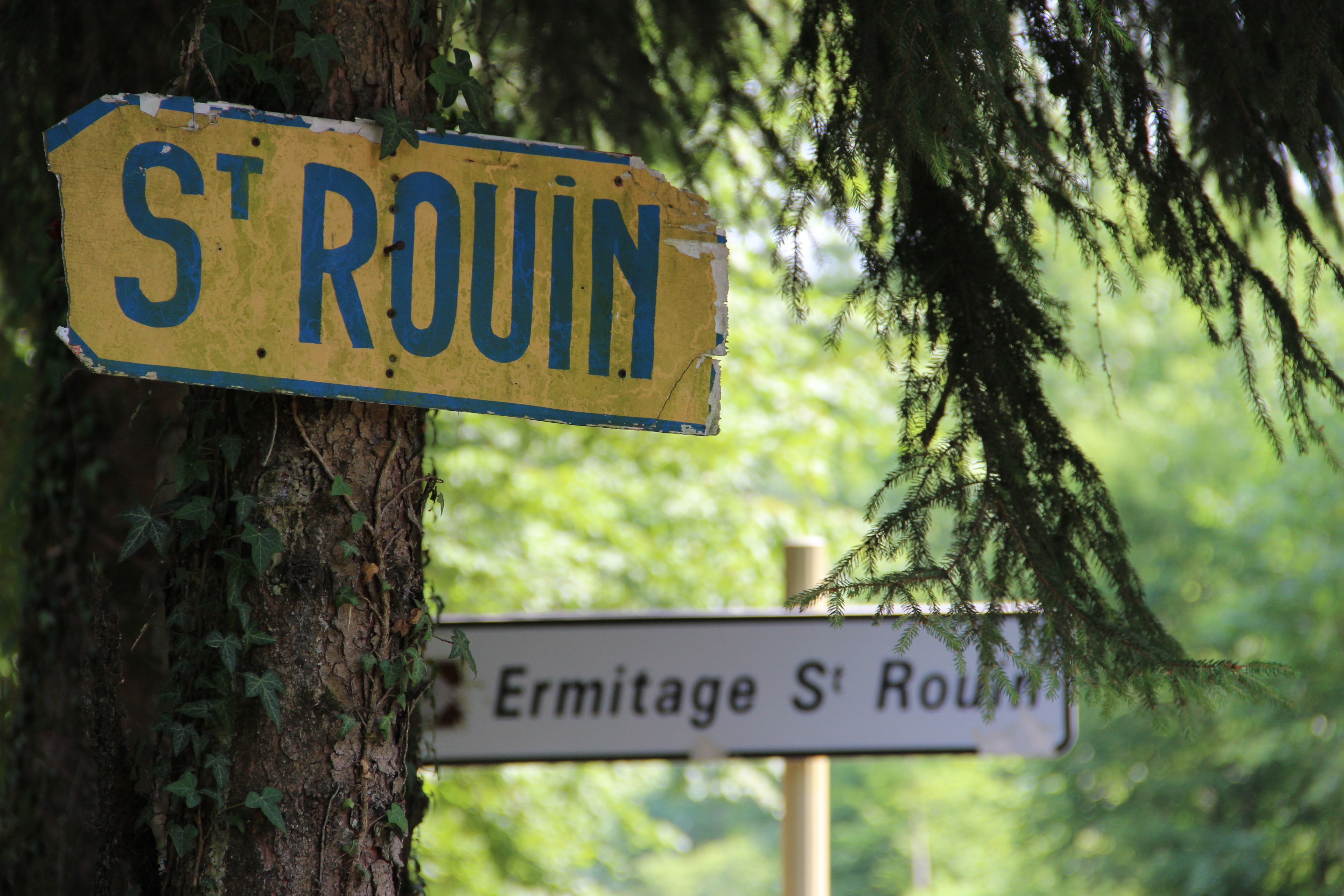
Panneau routier de l'Ermitage et panneau de Lieu-dit du St Rouin.